# A Perfect Circle Live: Featuring Stone and Echo
A Perfect Circle Live: Featuring Stone and Echo è il primo album dal vivo del gruppo musicale statunitense A Perfect Circle, pubblicato il 26 novembre 2013 dalla A Perfect Circle Entertainment.

## Descrizione
Si tratta di un box set contenente cinque CD e un DVD. I primi tre CD sono raccolti sotto il nome di Trifecta e includono registrazioni dal vivo dei primi tre album della band: Mer de Noms (2001), Thirteenth Step (2003) ed Emotive (2004), registrati per intero nella serie di concerti "three-night, full-album performances" tenutasi nel 2010.
I restanti due CD e il DVD sono raccolti sotto il nome di Stone and Echo e contengono il concerto tenuto dal gruppo il 2 agosto 2011 all'anfiteatro di Red Rocks.

## Tracce
Testi e musiche di Billy Howerdel e Maynard James Keenan, eccetto dove indicato.
Trifecta
CD 1 – Mer de Noms
1. The Hollow – 3:06
2. Magdalena – 4:10
3. Rose – 3:28
4. Judith – 4:18
5. Orestes – 5:36
6. 3 Libras – 6:17
7. Sleeping Beauty – 6:11
8. Thomas – 3:50
9. Renholdër – 3:20
10. Thinking of You – 4:32
11. Breña – 4:13
12. Over – 6:45
13. Ashes to Ashes – 3:59 (David Bowie) – originariamente interpretata da David Bowie

CD 2 – Thirteenth Step
1. The Package – 8:25
2. Weak and Powerless – 3:22
3. The Noose – 5:26
4. Blue – 4:26
5. Vanishing – 5:25
6. A Stranger – 3:11
7. The Outsider – 4:11
8. Crimes – 2:00 (Billy Howerdel, Maynard James Keenan, Josh Freese, Twiggy Ramirez)
9. The Nurse Who Loved Me – 5:25 (Ken Andrews, Greg Edwards) – originariamente interpretata dai Failure
10. Pet – 4:35
11. Lullaby – 4:27
12. Gravity – 9:21 (Billy Howerdel, Maynard James Keenan, Josh Freese, Troy Van Leeuwen, Paz Lenchantin)

CD 3 – Emotive
1. Annihilation – 2:24 (Matthew Borusso, Christopher Douglas, Sothira Peng) – originariamente interpretata dai Crucifix
2. Imagine – 4:56 (John Lennon) – originariamente interpretata da John Lennon
3. Peace Love and Understanding – 5:20 (Nick Lowe) – originariamente interpretata dai Brinsley Schwarz
4. What's Going On – 5:01 (Marvin Gaye, Renaldo Benson, Al Cleveland) – originariamente interpretata da Marvin Gaye
5. Passive – 4:14 (Billy Howerdel, Maynard James Keenan, Danny Lohner, Trent Reznor)
6. Gimmie Gimmie Gimmie – 4:55 (Greg Ginn) – originariamente interpretata dai Black Flag
7. People Are People – 3:48 (Martin Gore) – originariamente interpretata dai Depeche Mode
8. Freedom of Choice – 3:25 (Gerald Casale, Mark Mothersbaugh) – originariamente interpretata dai Devo
9. Let's Have a War – 3:38 (Philo Cramer, Lee Ving) – originariamente interpretata dai Fear
10. Counting Bodies like Sheep to the Rhythm of the War Drums – 6:02
11. When the Levee Breaks – 7:03 (Memphis Minnie, Kansas Joe McCoy) – originariamente interpretata da Memphis Minnie e Kansas Joe McCoy
12. Fiddle and the Drum – 4:21 (Joni Mitchell) – originariamente interpretata da Joni Mitchell
13. Diary of a Love Song – 14:58 – mashup dei brani Diary of a Madman di Ozzy Osbourne e Lovesong dei Cure

Stone and Echo
CD 4
1. Annihilation – 2:16 (Matthew Borusso, Christopher Douglas, Sothira Peng) – originariamente interpretata dai Crucifix
2. Imagine – 4:55 (John Lennon) – originariamente interpretata da John Lennon
3. Weak and Powerless – 3:17
4. The Hollow – 3:03
5. Rose – 3:46
6. Blue – 5:07
7. What's Going On – 4:54 (Marvin Gaye, Renaldo Benson, Al Cleveland) – originariamente interpretata da Marvin Gaye
8. People Are People – 3:56 (Martin Gore) – originariamente interpretata dai Depeche Mode
9. The Outsider – 4:22
10. Peace Love and Understanding – 4:46 (Nick Lowe) – originariamente interpretata dai Brinsley Schwarz
11. When the Levee Breaks – 6:33 (Memphis Minnie, Kansas Joe McCoy) – originariamente interpretata da Memphis Minnie e Kansas Joe McCoy
12. The Noose – 5:25

CD 5
1. 3 Libras – 6:37
2. The Package – 8:14
3. Gimmie Gimmie Gimmie – 3:38 (Greg Ginn) – originariamente interpretata dai Black Flag
4. Orestes – 5:51
5. Passive – 5:40 (Billy Howerdel, Maynard James Keenan, Danny Lohner, Trent Reznor)
6. Counting Bodies like Sheep to the Rhythm of the War Drums – 5:59
7. Fiddle and the Drum – 3:23 (Joni Mitchell) – originariamente interpretata da Joni Mitchell
8. By and Down – 6:10

DVD
1. Intro – 1:12
2. Annihilation – 2:19 (Matthew Borusso, Christopher Douglas, Sothira Peng) – originariamente interpretata dai Crucifix
3. Imagine – 4:52 (John Lennon) – originariamente interpretata da John Lennon
4. Weak and Powerless – 3:16
5. The Hollow – 3:06
6. Rose – 3:41
7. Blue – 5:11
8. What's Going On – 4:57 (Marvin Gaye, Renaldo Benson, Al Cleveland) – originariamente interpretata da Marvin Gaye
9. People Are People – 3:59 (Martin Gore) – originariamente interpretata dai Depeche Mode
10. The Outsider – 4:26
11. Peace Love and Understanding – 4:45 (Nick Lowe) – originariamente interpretata dai Brinsley Schwarz
12. When the Levee Breaks – 6:30 (Memphis Minnie, Kansas Joe McCoy) – originariamente interpretata da Memphis Minnie e Kansas Joe McCoy
13. The Noose – 5:26
14. 3 Libras – 6:34
15. The Package – 8:21
16. Gimmie Gimmie Gimmie – 3:40 (Greg Ginn) – originariamente interpretata dai Black Flag
17. Orestes – 5:53
18. Passive – 5:35 (Billy Howerdel, Maynard James Keenan, Danny Lohner, Trent Reznor)
19. Counting Bodies like Sheep to the Rhythm of the War Drums – 6:04
20. Fiddle and the Drum – 3:24 (Joni Mitchell) – originariamente interpretata da Joni Mitchell
21. By and Down – 5:47
22. Credits – 1:24

Download digitale – Emotive
1. Annihilation – 2:24 (Matthew Borusso, Christopher Douglas, Sothira Peng) – originariamente interpretata dai Crucifix
2. Imagine – 4:56 (John Lennon) – originariamente interpretata da John Lennon
3. Peace Love and Understanding – 5:20 (Nick Lowe) – originariamente interpretata dai Brinsley Schwarz
4. What's Going On – 5:01 (Marvin Gaye, Renaldo Benson, Al Cleveland) – originariamente interpretata da Marvin Gaye
5. Passive – 4:14 (Billy Howerdel, Maynard James Keenan, Danny Lohner, Trent Reznor)
6. Gimmie Gimmie Gimmie – 4:55 (Greg Ginn) – originariamente interpretata dai Black Flag
7. People Are People – 3:48 (Martin Gore) – originariamente interpretata dai Depeche Mode
8. Diary of a Love Song – 14:58 – mashup dei brani Diary of a Madman di Ozzy Osbourne e Lovesong dei Cure
9. Freedom of Choice – 3:25 (Gerald Casale, Mark Mothersbaugh) – originariamente interpretata dai Devo
10. Let's Have a War – 3:38 (Philo Cramer, Lee Ving) – originariamente interpretata dai Fear
11. Counting Bodies like Sheep to the Rhythm of the War Drums – 6:02 (Memphis Minnie, Kansas Joe McCoy) – originariamente interpretata da Memphis Minnie e Kansas Joe McCoy
12. When the Levee Breaks – 7:03 – originariamente interpretata da Joni Mitchell
13. Fiddle and the Drum – 4:21 (Joni Mitchell)
14. By and Down – 5:33

## Formazione
Hanno partecipato alle registrazioni, secondo le note di copertina:
Gruppo
- Maynard James Keenan – voce
- Billy Howerdel – chitarra, voce
- James Iha – chitarra, tastiera, cori
- Matt McJunkins – basso, cori
- Jeff Friedl – batteria in Stone and Echo

Altri musicisti
- Josh Freese – batteria in Trifecta

Produzione DVD
- Adam Rothlein – regia, montaggio
- Gibran Perrone – produzione
- Dino Paredes – produzione esecutiva, montaggio
- Chris Risner – produzione esecutiva
- George Reasner – fotografia
- Stewart Bennet – registrazione
- Sean Bevan – missaggio
- Aron Scott – assistenza al missaggio surround 5.1
- Bob Ludwig – mastering
- Steven Gilmore – copertina
- Paulo César – direzione artistica